# Partido de Villa Gesell
Villa Gesell es uno de los 135 partidos de la provincia argentina de Buenos Aires. Perteneciente a la región conocida como del Tuyú, se ubica sobre la costa atlántica, en el extremo oriental de la provincia. Su cabecera es la ciudad de Villa Gesell.

## Toponimia
El nombre proviene de Silvio Gesell, padre del fundador de la ciudad, Carlos Idaho Gesell, quien mediante plantaciones de coníferas consolidó el suelo arenoso, haciéndolo propicio para el desarrollo urbanístico.

## Demografía
Según los resultados definitivos del censo de 2022 la población del partido alcanza los 37.463 habitantes.
| Población | 11.632 | 16.012  | 24.282  | 31.014 | 37.463 |
| Variación | -      | +37,65% | +51,64% | +30,7% | +18,1% |

Fuente: Instituto Nacional de Estadísticas y Censos, INDEC

## Localidades del partido
- Las Gaviotas
- Mar Azul
- Mar de las Pampas
- Colonia Marina
- Villa Gesell (cabecera del partido)

## Intendentes desde 1983
| Intendente                  | Mandato                                           | Partido |
| Héctor Esteban Allo         | 10 de diciembre de 1983 - 10 de diciembre de 1987 | UCR     |
| José Luis Fernández Heredia | 10 de diciembre de 1987 - 10 de diciembre de 1991 | UCR     |
| Roberto Osvaldo Taboada     | 10 de diciembre de 1991 - 10 de diciembre de 1995 | PJ      |
| Héctor Luis Baldo           | 10 de diciembre de 1995 - 10 de diciembre de 2007 | UCR     |
| Jorge Rodríguez Erneta      | 10 de diciembre de 2007 - 31 de marzo de 2014     | PJ      |
| Gustavo Barrera             | 31 de marzo de 2014 - presente                    | PJ      |

### Concejo Deliberante de Villa Gesell
Este es el poder legislativo del municipio, está integrado en este distrito por 16 concejales, cuya función es la elaboración de las ordenanzas municipales que rigen en el partido.
Está formado de la siguiente manera :
| Bloques | Bloques                             | Integrantes |
| ------- | ----------------------------------- | ----------- |
|         | Frente de Todos/Unión por la Patria | 8           |
|         | Juntos                              | 3           |
|         | La Libertad Avanza                  | 3           |
|         | Pro                                 | 1           |
|         | Pro Villa Gesell                    | 1           |

En la siguiente tabla se puede observar los concejales de cada partido político y su respectivo periodo:
| N.º | Concejal             | Bloques | Bloques             | Periodo   |
| --- | -------------------- | ------- | ------------------- | --------- |
| 1   | Myrian Oillataguerre |         | Unión por la Patria | 2023-2027 |
| 2   | Sofia Tineo          |         | Unión por la Patria | 2023-2027 |
| 3   | Gabriela Carignano   |         | Unión por la Patria | 2021-2025 |
| 4   | Martin Arguiñarena   |         | Unión por la Patria | 2021-2025 |
| 5   | Paula Inés Palacios  |         | Unión por la Patria | 2021-2025 |
| 6   | Emiliano Felice      |         | Unión por la Patria | 2021-2025 |
| 7   | Jorge Mauro          |         | Unión por la Patria | 2023-2027 |
| 8   | Carlos Cuellar       |         | Unión por la Patria | 2023-2027 |
| 9   | Eugenia Grinspun     |         | Juntos              | 2021-2025 |
| 10  | Amadeo Montenegro    |         | Juntos              | 2021-2025 |
| 11  | Diego Piacentini     |         | Juntos              | 2021-2025 |
| 12  | Luis Vivaz           |         | La Libertad Avanza  | 2023-2027 |
| 13  | Adrián Green         |         | La Libertad Avanza  | 2023-2027 |
| 14  | Emiliano Peluffo     |         | La Libertad Avanza  | 2023-2027 |
| 15  | Ana María Martínez   |         | Pro                 | 2021-2025 |
| 16  | Rosana Lanz          |         | Pro Villa Gesell    | 2023-2027 |

## Medios de comunicación
Televisión
Canal 2
Radios FM
Municipal 87.9
Beach 91.5
Del Mar 94.7
Impacto 95.5
La Balsa 99.7
Internet
El Fundador (edición mensual impresa)
Minuto G
Por la 3 derecho
Sector Informativo
Impresos
Realidad Geselina (semanario)